# Aristonectidae
Aristonectidae là một họ ít được biết đến của plesiosaurs niên đại từ kỷ Jura và kỷ Phấn trắng. Họ có họ hàng gần với chúng là polycotylus. Nó bao gồm các chi Tatenectes, Kimmerosaurus, Aristonectes  và Kaiwhekea. Nhóm này trước đây được biết đến với tên gọi là Cimoliasauridae, nhưng kể từ khi Cimoliasaurus trở nên không rõ ràng và có thể là elasmosaurid, tên thay thế này đã được dựng lên.
Tatenectes và Kimmerosaurus là các đại diện có niên đại từ đầu tầng Oxfordi, kỷ Jura trên lục địa Laurasia, trong khi đó Aristonectes và Kaiwhekea là các đại diện có niên đại từ kỷ Creta trên lục địa Gondwana.

## Đặc điểm
Aristonectidae đặc trưng bởi một cái đầu tương đối lớn và cổ ngắn hơn Plesiosauridae và Elasmosauridae. Răng giống như các họ khác trong Plesiosauridae. Nhóm này chỉ được biết đến từ các hóa thạch ít ỏi và rời rạc.
Những  đạc điểm chung của nhánh:
- Mõm tương đối dài nhưng sâu và mở rộng về phía trước
- Một quá trình vùng chẩm của quang học chỉ khớp với lớp niêm mạc
- Răng nhỏ và tương đối khít (chiều dài <1 cm)
- Số răng trước hàm bằng 7 hoặc nhiều hơn
- Số răng hàm trên lớn hơn 30 chiếc
- Vòm miệng mở rộng bằng bụng nhô ra khỏi mặt phẳng của vòm miệng giữa khoảng trống giữa khoang sau và phía trước
- Số lượng đốt sống cổ lớn hơn 32
- Đốt sống cổ có bề rộng lớn hơn chiều dài

Đốt sống cổ có bề rộng lớn hơn chiều dài
- Đốt sống cổ có viền không rõ nét trên bề mặt khớp
- Sự co thắt ở lưng-bụng được đánh dấu của tâm cổ tử cung trên đường giữa bụng (hình ống nhòm)
- Ở đốt sống, chân cung và lỗ ống sống rất nhỏ so với thân đốt sống